# Erreà
Erreà er en italiensk producent af sportsbeklædning, med hovedsæde i byen Torrile, 13 km nord for Parma i regionen Emilia-Romagna.
Virksomheden blev etableret i 1988 af Angelo Gandolfi. Erreà laver beklædning til mange forskellige sportsgrene.